# 호세 마리아 에체바리아
호세 마리아 에체바리아 아예스타란(스페인어: José María Echevarría Ayestarán; 1920년 10월 30일, 바스크 주 게초 ~ 1966년 3월 25일, 바스크 주 레사)은 스페인의 축구 선수이다. 그는 라 리가의 아틀레틱 빌바오에서 골키퍼로 활약했다.

## 클럽 경력
그는 1933년에 고향 게초에서 축구계에 입문했다. 1938년, 그는 스페인 내전 이후 재건에 들어간 아틀레틱 빌바오에 합류했다. 그는 아틀레틱 빌바오 소속으로 SEU 데 게초 친선 대회에 참가했다. 그는 이 대회에 참가한 39개 구단들의 선수들 중 하나였다.
그는 빌바오 초년에 아구스틴 가인사와 마칼라와 함께 젊은 빌바오 선수단을 구축했다. 1939-40 시즌, 그는 내전 이후 첫 시즌에 빌바오 선수단을 떠받치던 하나의 수문장이었다. 당시, 1936년까지 구단의 전설적인 수문장으로 활약했던 그레고리오 블라스코가 멕시코로 건너가면서, 빌바오는 새로운 대들보 수문장이 필요한 상황이었다.
1940년 2월 18일, 그는 아틀레티코 아비아시온 프리메라 디비시온 신고식을 치렀다. 1940-41 시즌, 그는 18경기에서 단 21골만을 허용하며 트로페오 리카르도 사모라의 주인공이 되었다. 같은 시즌 소속 구단은 리그를 2위로 마무리했다. 리그와 코파 델 헤네랄리시모를 동시에 석권한 1942-43 시즌 초, 그는 오비에도와의 9월 6일 친선경기에서 안토니오 차스와 충돌하여 갈비뼈가 골절되는 부상을 입었다. 그는 10월에 선수단에 복귀했지만, 11월 1일에 결핵으로 쓰러졌고, 결국 축구를 계속할 수 없게 되었다. 그는 이후 마드리드의 타블라다 요양병원에 7달 정도 입원해 있었다. 7월, 그는 미란다 데 에브로의 베고냐 성모 요양병원으로 옮겨져 3달을 보냈다. 1946년, 그는 빌바오로 복귀해 산타 마리나 요양병원으로 옮겨져 10월달까지 있다가 두 차례 수술을 받았다. 퇴원 후, 그는 사업가가 되었는데, 선수 시절 결핵을 앓은 그는 주기적으로 건강 점검을 받아야 했다.
1966년, 에체바리아는 향년 45세로 레사 요양병원에서 심폐기관 정지로 영면에 들었다.

## 국가대표팀 경력
에체바리아는 전직 스페인 국가대표팀 선수로 한 경기를 출전했는데, 그는 1941년 1월 12일, 2-2로 비긴 포르투갈과의 경기에 출전했다.

## 수상

### 클럽
아틀레틱 빌바오
- 라 리가: 1942-43
- 코파 델 헤네랄리시모: 1943

### 개인
- 트로페오 리카르도 사모라: 1940-41

## 참고 문헌
- Echevarría, Guardameta del Athletic Club 1938-1942, de Carlos Aiestaran. Ediciones Beta III Milenio. ISBN 84-88890-94-X.